# Little Ferry
Little Ferry es un borough ubicado en el condado de Bergen, Nueva Jersey, Estados Unidos. Según el censo de 2020, tiene una población de 10.987 habitantes.

## Geografía
Está ubicado en las coordenadas 40°50′37″N 74°2′3″O / 40.84361, -74.03417 (40.843431, -74.034239).

## Demografía
Según la Oficina del Censo en 2000 los ingresos medios por hogar en la localidad eran de $49,958 y los ingresos medios por familia eran de $59,176. Los hombres tenían unos ingresos medios de $42,059 frente a los $34,286 para las mujeres. La renta per cápita para la localidad era de $24,210. Alrededor del 6.3% de la población estaba por debajo del umbral de pobreza.
Según la estimación 2015-2019 de la Oficina del Censo, los ingresos medios por hogar en la localidad eran de $66,098 y los ingresos medios por familia eran de $74,741. El 10.3% de la población está en situación de pobreza.